# Martin Schneider (Bildhauer)

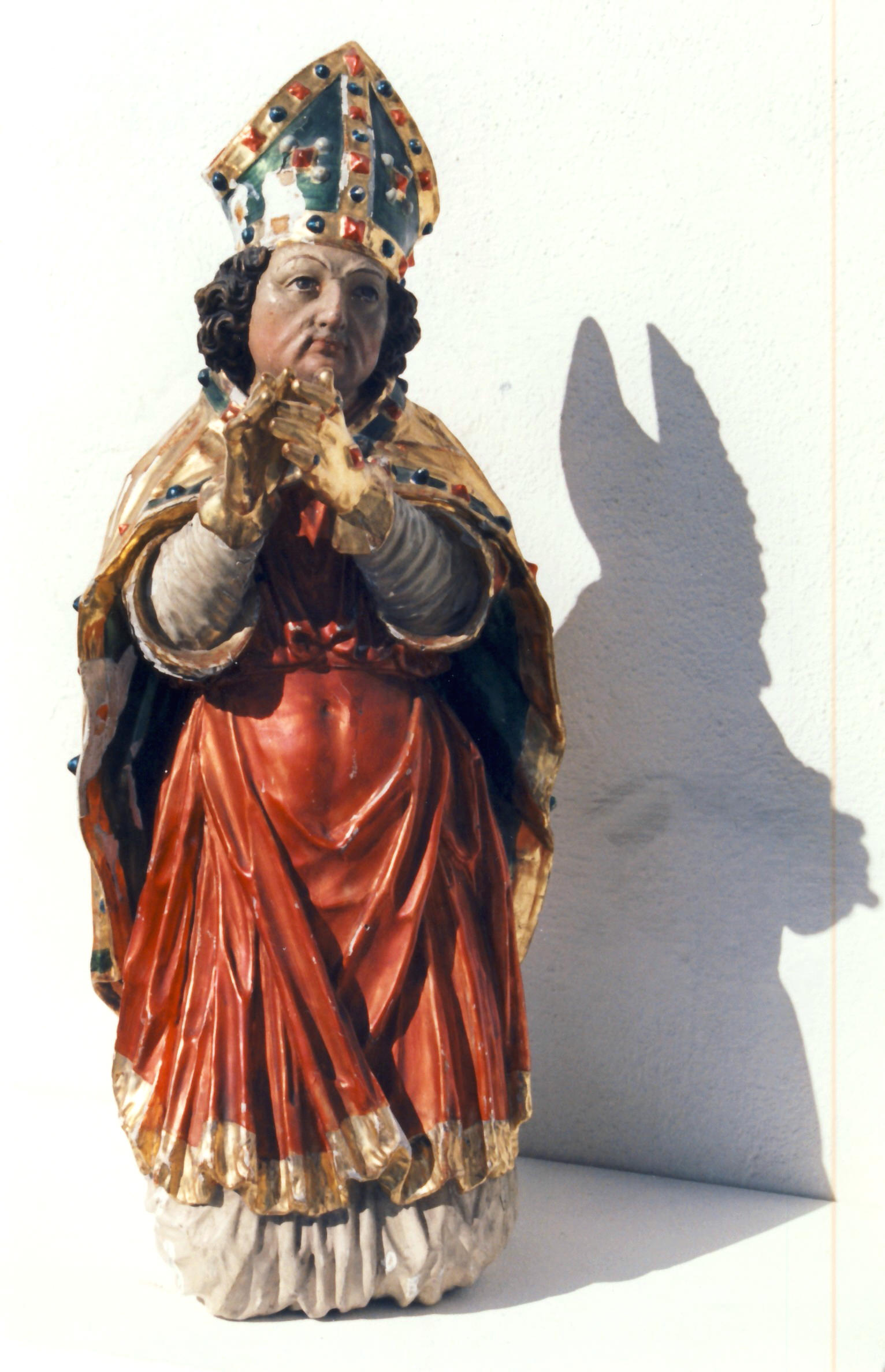
Hl. Martin in Pfronten-Kappel

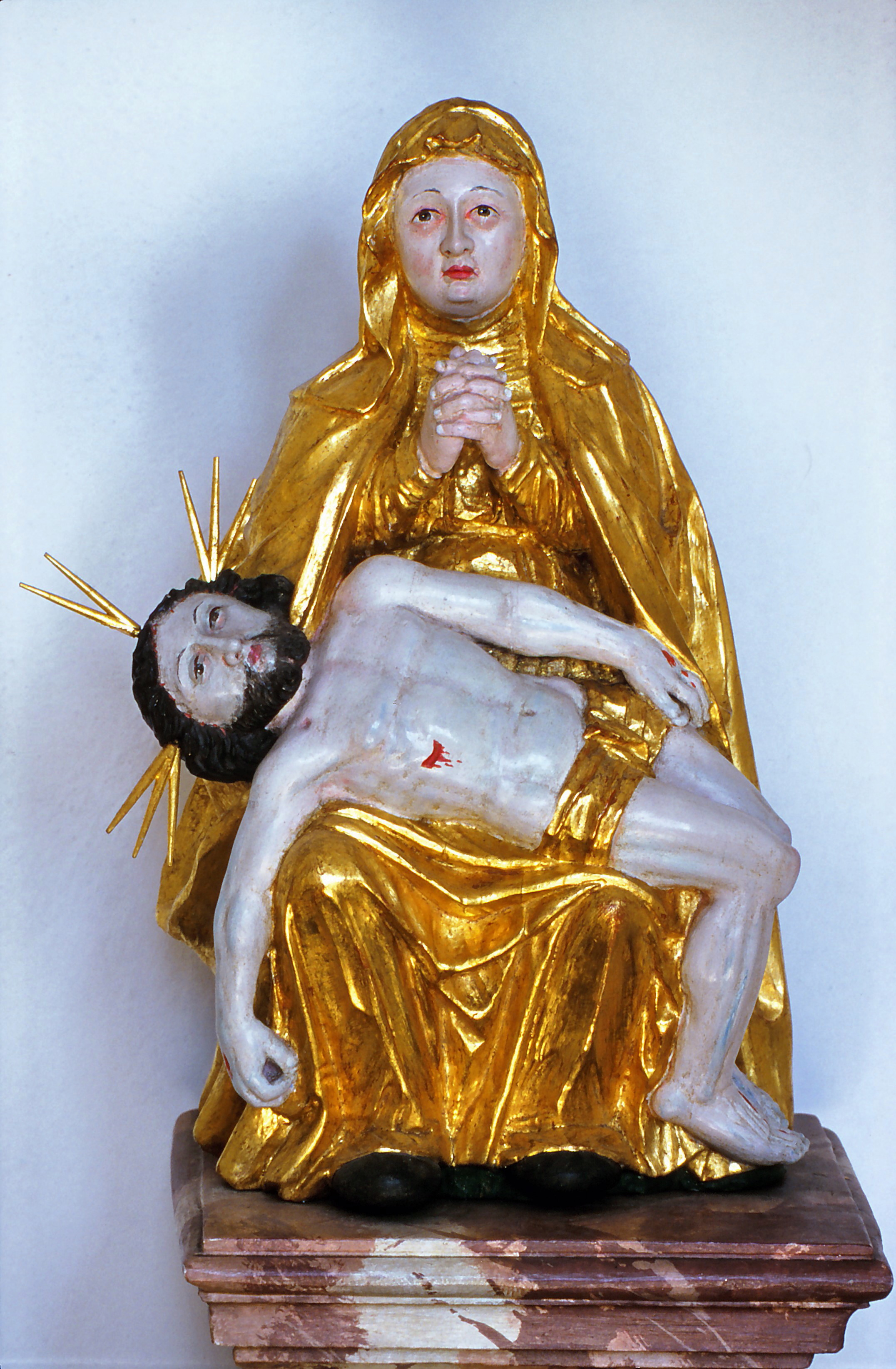
Pieta in Speiden

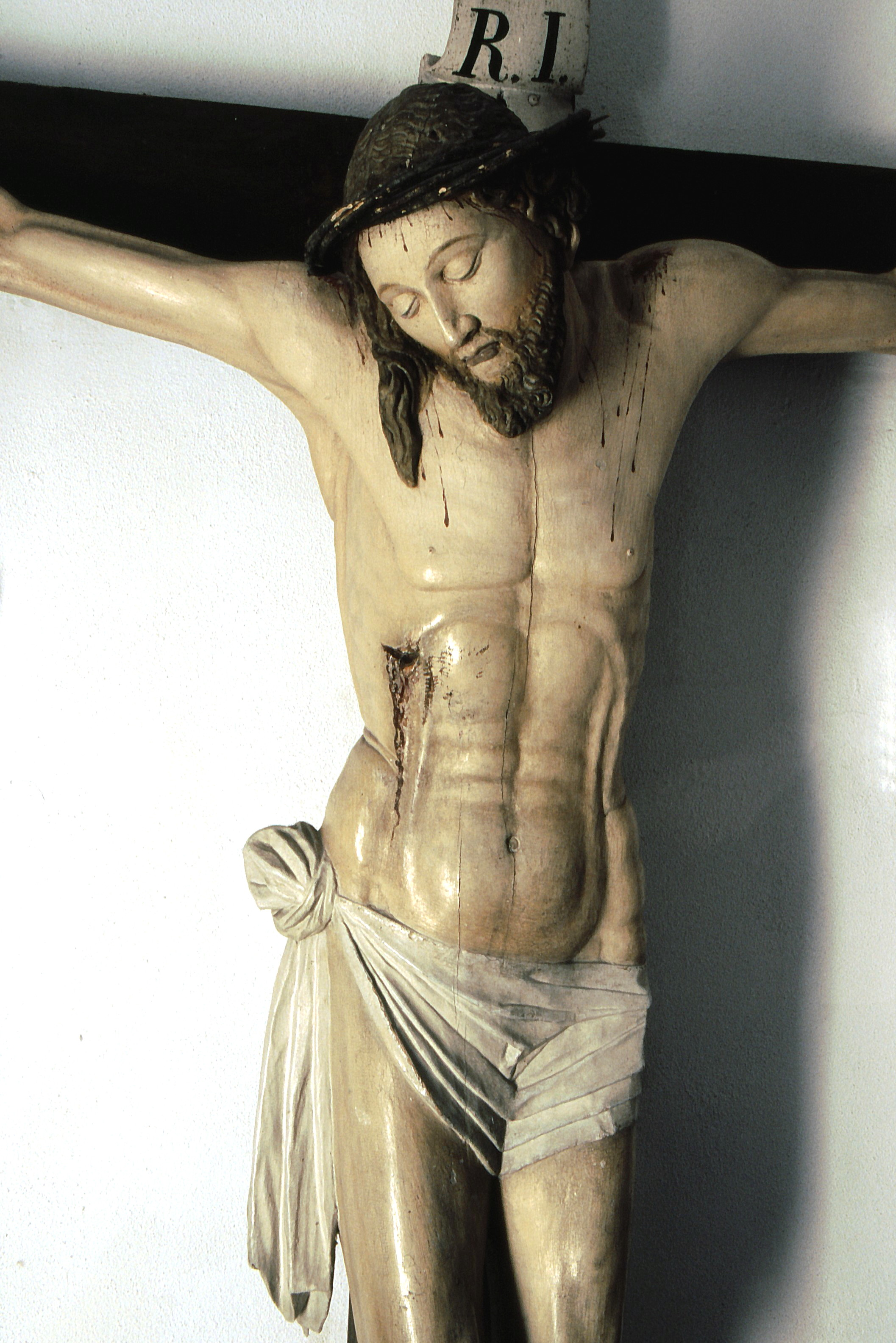
Kruzifixus in Bichlbach

Martin Schneider (* um 1608/10, † wahrscheinlich 1664) war ein Barockbildhauer, der nachweislich in Steinach, heute ein Ortsteil von Pfronten im Allgäu, wohnte und arbeitete. Vermutlich erlernte Nikolaus Babel bei ihm das Bildhauerhandwerk.

## Leben
Es war bisher unmöglich, Einträge über Schneiders Geburts- und Todestag in den Pfrontener Akten zu finden. Da jedoch der Beginn seiner Lehrzeit bekannt ist, kann aus dem damals üblichen Alter von Lehrjungen wenigstens näherungsweise auf das Geburtsjahr geschlossen werden. Ebenso lässt sich Schneiders Sterbejahr ziemlich genau eingrenzen; denn sein Name („Martin Schneider büldthauer“) und sein Vermögen werden noch in der Steuerbeschreibung für Pfronten von 1662 aufgeführt. In den Kirchenrechnungen von Pfronten-Berg St. Nikolaus steht dagegen 1669/70 zu lesen: „Dann ist anno 1664 von Martin Schneider Bildthauer seelig am Stainach zue Pfrondten sein völliges Vermögen, so sich lauth absonderlicher Verzeichnuß bey 649 fl 3 kr 4 Hl belauft, …“. Martin Schneider muss also zwischen 1662 und 1664 verstorben sein, wahrscheinlich 1664.
Seine Bildhauerlehre hat Martin Schneider in Dillingen absolviert, und zwar ab dem 22. November 1624 bei Sebastian Guggenbichel. Da die Lehrzeit in der Regel vier bis fünf Jahre dauerte, müsste Schneider um 1629 seine Gesellenwanderung angetreten haben. Wenige Jahre später hat er sich wohl endgültig in Pfronten niedergelassen – wobei gar nicht absolut sicher ist, ob er tatsächlich auch dort geboren wurde (in Weißbach?) und dort gestorben ist. Ein mutmaßlicher Schüler von Schneider war der Füssener Bildhauer Georg Bayrhoff.

## Werke
Es existiert keine einzige mit Sicherheit für den Bildhauer bezeugte Figur. Eine erste Möglichkeit, Werke von Schneider zu finden, bieten die vor 1664 entstandenen Altäre des Pfrontener Kistlers Peter Babel. Denn höchstwahrscheinlich hat Schneider die Figuren für diese frühen Altarbauten angefertigt. Weiterhin sind für die Zeit zwischen etwa 1635 und 1665 in der Umgebung von Pfronten Bildhauerarbeiten nachweisbar, die allem Anschein nach (aufgrund gemeinsamer Merkmale) aus derselben Werkstatt stammen, und die sich keinem anderen Meister zuordnen lassen. Es erscheint naheliegend, sie ebenfalls Martin Schneider zuzuschreiben. Es war so möglich, mit Hilfe der oben geschilderten Verfahren weit über fünfzig Schnitzwerke ausfindig zu machen, die sich mehr oder weniger sicher mit Martin Schneider in Verbindung bringen lassen. Das Verbreitungsgebiet beschränkt sich auf das südliche Allgäu und das Tiroler Außerfern.